# Goździk lodowcowy

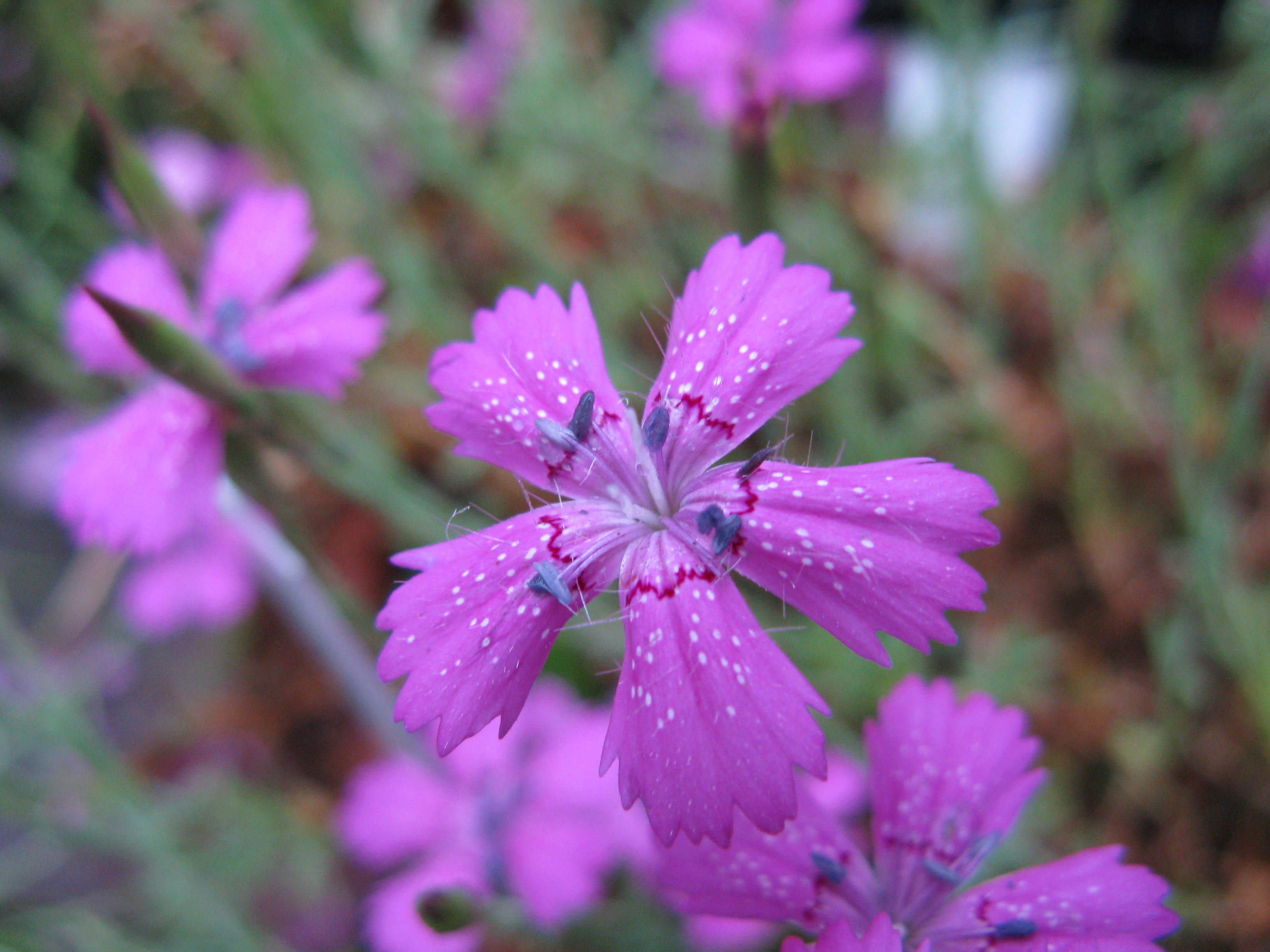
Kwiaty

Goździk lodowcowy, g. lodnikowy (Dianthus glacialis Haenke) – gatunek rośliny należący do rodziny goździkowatych. Występuje w Karpatach i wschodnich Alpach. W Polsce wyłącznie w Tatrach i jest gatunkiem rzadkim. Liczba jego stanowisk nie przekracza 50. Bywa uprawiany w ogrodach skalnych.

## Morfologia
PokrójNiska, gęstokępkowa roślina o rozgałęzionym, palowym systemie korzeniowym.
ŁodygaWzniesiona, prosta, woskowana, przeważnie pojedyncza. Ma wysokość 2-10 cm i przeważnie ukryta jest w różyczce liściowej.
LiścieSkupione w gęstą różyczkę. Mają kształt wąskolancetowaty lub łopatkowato-lancetowaty. Są 1-nerwowe, o wąskich pochwach, tępe i mają szerokość 1,5-3 mm. Występują tylko 2-4 pary liści zrośniętych nasadami.
KwiatyPojedyncze na szczycie łodygi (tylko wyjątkowo kilka). 5 różowych płatków korony o płytko ząbkowanych brzegach i paznokciach schowanych w kielichu. Wewnątrz kwiatu dwuszyjkowy słupek i 10 pręcików. Kielich zrosłodziałkowy o dzwonkowato-walcowatym kształcie. Łuski pod kielichem mają mniej więcej tę samą długość co kielich.
OwocOtwierająca się na szczycie torebka z licznymi nasionami. Jest dłuższa od kielicha.

## Biologia i ekologia
RozwójBylina, hemikryptofit. Kwitnie od lipca do sierpnia. Kwiaty pachnące.
SiedliskoPorasta naskalne murawy. Oreofit, roślina światłolubna. W Tatrach rośnie od regla górnego po piętro turniowe, ale najczęściej w piętrze alpejskim. Zasięg pionowy wynosi 1384–2490 m n.p.m. Występuje zarówno na podłożu wapiennym, jak i granitowym.

## Zagrożenia i ochrona
Roślina objęta w Polsce ścisłą ochroną gatunkową. Aktualnie nie jest zagrożony, gdyż wszystkie jego stanowiska znajdują się na obszarze Tatrzańskiego Parku Narodowego. Jedynie okazy występujące przy ścieżkach turystycznych narażone są na zadeptywanie.

## Uprawa
Zalecany jest do ogrodów skalnych. Wymaga jednak gleby próchnicznej, bezwapiennej i kamienistej.